# Mistaria leucopyga
Mistaria leucopyga är en spindelart som först beskrevs av Pietro Pavesi 1883.  Mistaria leucopyga ingår i släktet Mistaria och familjen trattspindlar. Utöver nominatformen finns också underarten M. l. niangarensis.